# Deutsch-reformierte Kirche (Erlangen)

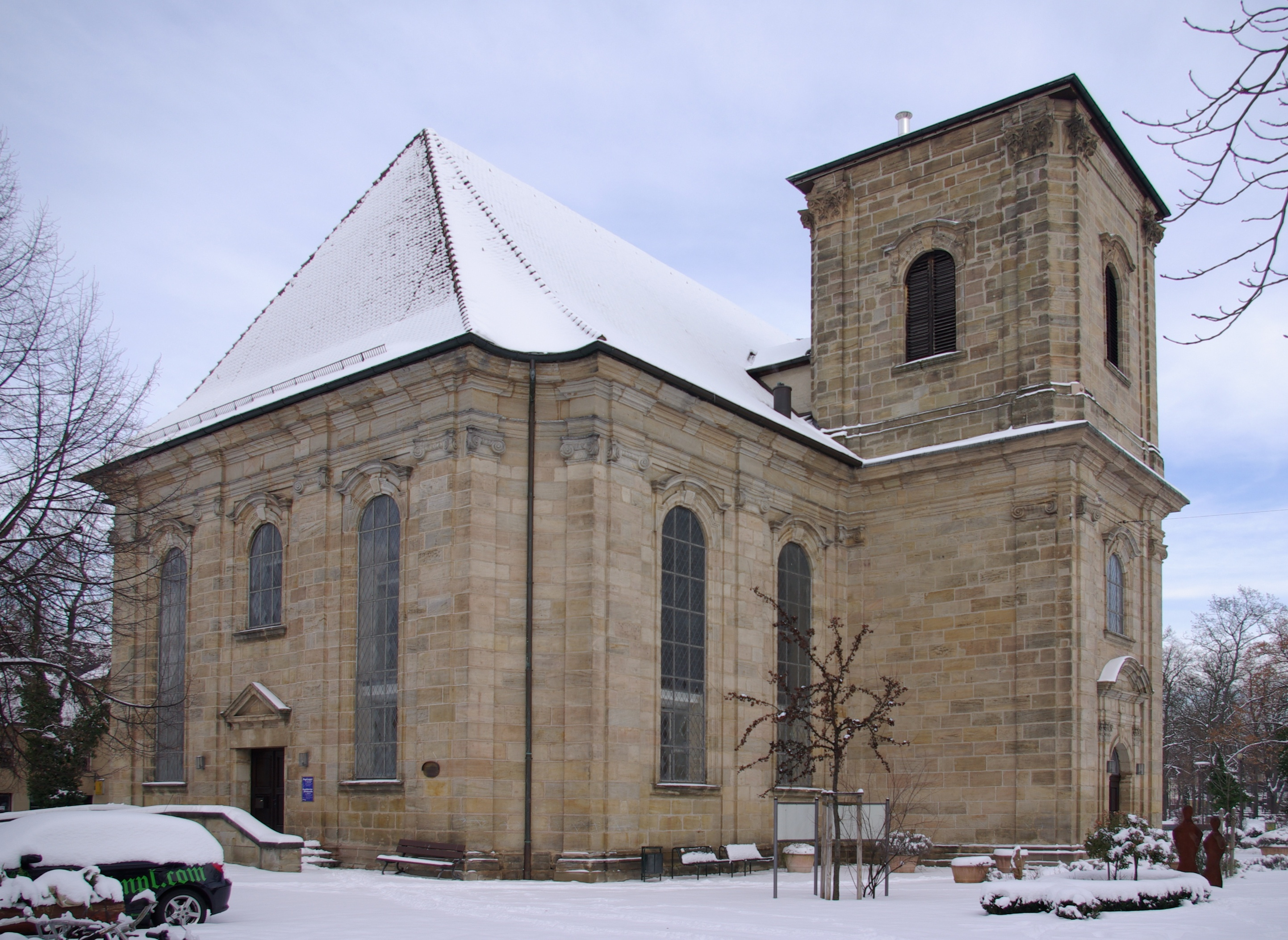
Ehemalige deutsch-reformierte Kirche am Erlanger Bohlenplatz (2010)

Die ehemalige Deutsch-reformierte Kirche in Erlangen ist eine barocke Saalkirche. Ab 1922 gehörte sie als Christuskirche zur evangelisch-lutherischen Neustädter Gemeinde und wurde ab 1953/54 von dieser als Gemeindehaus genutzt. Nach einem Umbau bildet das Gotteshaus seit 2016 unter dem Namen Kreuz + Quer – Haus der Kirche Erlangen eine Veranstaltungsstätte des evangelisch-lutherischen Dekanats Erlangen für bis zu 350 Personen.

## Geschichte

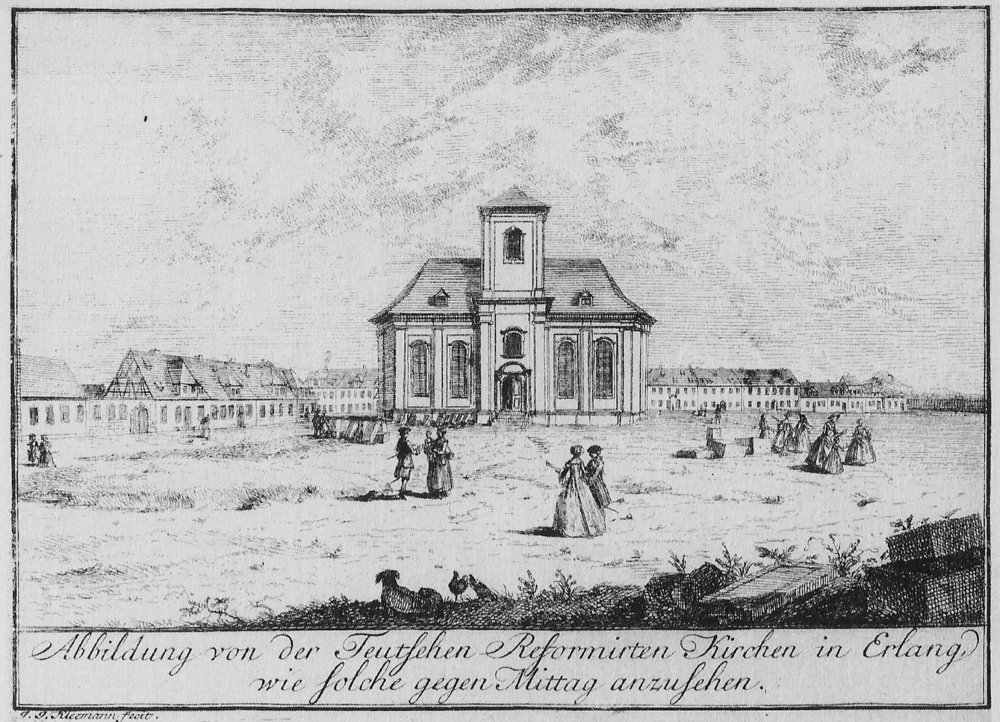
Historische Ansicht (um 1780)

Seit 1693 gab es in den protestantischen Erlangen (Altstadt und Neustadt waren getrennte Städte) für die aus Frankreich vertriebenen Hugenotten die französisch-reformierte Kirche. Da der Markgraf deren Bau voll finanzierte, nahm er sich das Recht das Gebäude mit der Eröffnung auch der deutsch-reformierten Gemeinde für ihre Gottesdienste zur Verfügung zu stellen. Diese war fast zeitgleich von reformierten Pfälzern gegründet worden, die ebenfalls konfessionsbedingt flüchten mussten. Der Markgraf sicherte ihnen die gleichen Rechte in der neugegründeten Stadt zu, wie den aus Frankreich Geflüchteten. Diese gemeinsame Nutzung sorgte von Anfang an für Zwist zwischen den beiden reformierten Gemeinden, sodass die deutsch-Reformierten schnell eine eigene Kirche wollten. Seit der Vereinigung der Deutsch-Reformierten mit der Französisch-Reformierten Gemeinde Anfang der 1920er Jahre dient nun die ehemalige französisch-reformierte Kirche bis heute der evangelisch-reformierten Gemeinde der Stadt.
Die Grundsteinlegung für den Bau einer deutsch-reformierten Kirche im Osten der Erlanger Neustadt (am heutigen Bohlenplatz) erfolgte am 14. Juli 1728, ihre Weihe am 1. August 1734. Der Entwurf wurde früher meist dem Bayreuther Baumeister und markgräflichen Landbauinspektor Johann David Räntz zugeschrieben. Heute gilt dagegen der markgräfliche Baumeister Wenzel Perner († 1730) als Architekt der deutsch-reformierten Kirche in Erlangen. Die Bauausführung übernahmen Johann Georg Kannhäuser, Peter Franz Navelot und Nikolaus Greim. Der nur bis zum ersten Obergeschoss ausgeführte Turm sollte im Jahr 1779 um ein Geschoss erhöht werden, was allerdings aus Kostengründen nicht ausgeführt wurde.
Durch die Vereinigung der beiden reformierten Kirchen wurde das zweite Gotteshaus obsolet, woraufhin die evangelisch-lutherische Neustädter Gemeinde das nunmehr als Christuskirche bezeichnete Gotteshaus im Jahr 1922 erwarb. In den Jahren 1953/54 erfolgte eine Umgestaltung zum Gemeindehaus. Dabei wurde die Orgel ausgebaut, und der lichte, barocke Saal durch Einzug einer Zwischendecke aus Stahlbeton und Einbau von kleineren Räumen im unteren Geschoss zerstört. Als Aufgang zu dem rund 300 Quadratmeter großen Saal im Obergeschoss, der mit modernen Kronleuchtern ausgestattet ist, wurde in der Nordwestecke des Kirchengebäudes eine großzügige Wendeltreppe erbaut.
In den Jahren 1994 bis 1998 und 2014 bis 2016 wurde der Kirchenbau jeweils erneut renoviert und umgestaltet. Die Raumaufteilung aus den 1950er Jahren blieb jedoch im Wesentlichen erhalten. Der Katharinensaal im Obergeschoss ist seit der letzten Renovierung durch einen Aufzug auch barrierefrei erreichbar. Am 22. Oktober 2016 erfolgte die feierliche Wiedereröffnung des Kirchengebäudes am Bohlenplatz als Veranstaltungsstätte unter dem Namen Kreuz + Quer – Haus der Kirche Erlangen. Jeden Sonntag finden dort Gottesdienste der 2010 in Nürnberg gegründeten Ecclesia Church statt.

## Beschreibung
Bei der ehemaligen deutsch-reformierten Kirche in Erlangen handelt es sich um einen unverputzten, nach Osten ausgerichteten Saalbau aus Sandsteinquadern. Der längsrechteckige Grundriss besitzt eine Größe von 106 auf 64 Fuß (ca. 32 × 19 Meter); die Höhe des Gebäudes beträgt – ohne den 34 Fuß (ca. 10 Meter) hoch aufragenden Dachstuhl – 42 Fuß (ca. 12,5 Meter). Der Kirchenbau besitzt fünf Achsen in Längsrichtung (West-Ost-Richtung) und drei in Querrichtung (Nord-Süd-Richtung).
Die Ecken der Saalkirche sind gekehlt ausgeführt. Die Außenwände sind reich gegliedert; es gibt dementsprechend kaum durchgehende Wandflächen. Die Trennung zwischen den Fensterachsen erfolgt durch unkannelierte, ionische Pilaster gegliedert. Dazwischen befinden sich hohe, rundbogige Fenster mit segmentbogiger Verdachung in einem entsprechend zurückgestuften Wandfeld. Die Portale befinden sich jeweils in der mittleren Achsen auf der Nord- und Westseite; in der südlichen Mittelachse befindet sich der aus Kostengründen nur zweigeschossig ausgeführte Turm.

### Orgel
Die ehemalige Orgel der deutsch-reformierten Kirche wurde von dem Nürnberger Orgelbauer Johann Glis im Jahr 1733 geschaffen. Das Instrument wurde erweitert und später im Zuge des Umbaus 1953/54 in die neu errichtete Markuskirche im Stadtteil Sieglitzhof verbracht. Dort ist sie bis heute im Einsatz. Im Jahr 1987 wurde das Instrument von Johannes Rohlf umfassend restauriert und erhielt ein stilistisch passendes Hinterwerk als zweites Manualwerk sowie ein neues Pedalwerk, sodass nunmehr 19 Register vorhanden sind.

### Friedensbaum
Rechts vom Eingang steht der Friedensbaum, ein Ginkgo, 2010 gepflanzt von der interreligiösen Gemeinschaft „Friedensweg der Religionen in Erlangen“.